# 波兰立陶宛联邦城督
城督是波兰立陶宛联邦政治体制中有资格入座参议院的最低一级地方官员。他们的数量根据历史时间段和联邦国土的变迁而变化。
在波兰王国和后来的波兰立陶宛联邦，城督的地位一般低于督军，但有三座城的城督例外：克拉科夫、特拉凯以及维尔纽斯。这三座城的城督地位略同于督军。

## 职能
城督负责管理一个督军府（Województwo）下分的一片领地，叫做“Kasztelania”（城督领）。15世纪末期以后，大的城督领被划为省，小的被划成县。1565年后，督军和城督因禁兼领法（Incompatibilitas，禁止兼领两个行政职位）而不得再兼任除盖特曼以外的职位。

## 级别

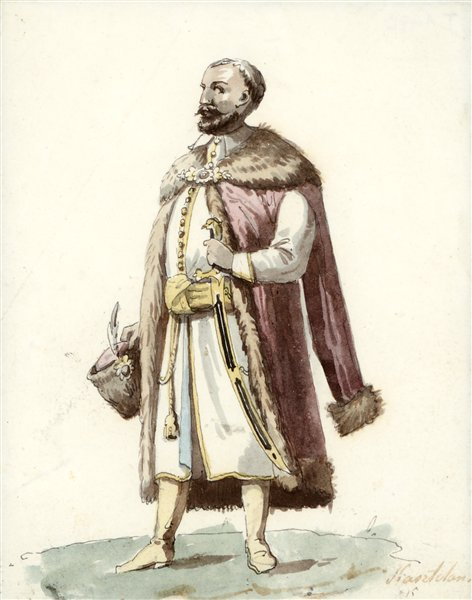
波兰立陶宛联邦城督，立陶宛画家Kanutas Ruseckas的作品，绘于1823年。

- 特别城督（Kasztelanowie Wyróżnieni），地位与督军等同。
- 大城督（Kasztelanowie Więksi）
- 小城督（Kasztelanowie Mniejsi）
- 典厩城督（Kasztelanowie Konarscy，Konarscy意为马厩管理人）